# Хайнрих XII (Шварцбург-Бланкенбург)
Хайнрих XII фон Шварцбург-Бланкенбург (на немски: Heinrich XII von Schwarzburg-Blankenburg; † 1372) е граф на Шварцбург-Бланкенбург-Арнщат (1336 – 1371), в Бланкенбург (1352), в Шлотхайм, Рудолщат и Франкенхаузен (1340) и Зондерсхаузен.

## Произход
Той е син на граф Хайнрих X (VII) фон Шварцбург-Бланкенбург († 1338) и съпругата му графиня Елизабет фон Ваймар-Орламюнде († 1362), дъщеря на граф Ото IV фон Ваймар-Орламюнде († 1318) и Аделхайд фон Кефернбург († 1304/1305) или на Катарина фон Хесен (1286 – 1322). Брат му Гюнтер XXV († 1368) е граф на Шварцбург-Рудолщат (1356 – 1368).

## Фамилия
Хайнрих XII фон Шварцбург-Бланкенбург се жени на 24 февруари 1338 г. за графиня Агнес фон Хонщайн-Зондерсхаузен († 1382), дъщеря на граф Хайнрих V фон Хонщайн-Зондерсхаузен († 1356) и принцеса Матилда фон Брауншвайг-Люнебург-Гьотинген († 1357). Те имат децата:
- Юта († 1372), омъжена за Гебхард IV фон Кверфурт-Наумбург († 1383)
- Хайнрих XV († между 19 април 1387 – 8 март 1400), граф на Шварцбург-Рудолщат-Бланкенбург, женен за Агнес фон Гера
- Елизабет (Елза) († между 28 май 1399 – 23 октомври 1401), омъжена за Хайнрих VII фон Гера (1341 – 1420)
- Гюнтер XXVII († 30 април 1418), граф на Шварцбург, господар на Шварцбург-Еренщайн, женен I. пр. 19 януари 1389 г. за Хелена фон Шварцбург († 1399), II. на 23 януари 1399 г. за Маргарета фон Хенеберг († 1427)
- Хайнрих XVI († 15 февруари 1394), архдякон във Вюрцбург
- Хайнрих XVII († 1374)